# Paolo Patanè
Paolo Patanè (Giarre, 7 dicembre 1967) è un attivista italiano per i diritti LGBT. È stato Presidente di Arcigay.

## Biografia
Attivista per i diritti LGBT di Arcigay dal 2005, nel 2006 ha fondato il Comitato provinciale Arcigay Catania per il quale ha rivestito la carica di Presidente. Nello stesso anno crea il Coordinamento regionale Arcigay Sicilia, di cui viene eletto presidente.
Nel settembre del 2007 diventa membro della Segreteria nazionale di Arcigay come responsabile del settore Salute.
Viene eletto presidente di Arcigay il 14 febbraio 2010, nel corso del XIII congresso nazionale dell'associazione, avviando una profonda riorganizzazione dell'associazione.
Il 18 aprile 2010 viene eletto presidente onorario di Arcigay Sicilia. Lo stesso mese avvia una protesta internazionale contro le dichiarazioni di Tarcisio Bertone, che aveva sostenuto l'esistenza di un rapporto tra omosessualità e pedofilia..
Nel mese di giugno 2010 contribuisce, insieme ad Enrico Oliari di GayLib e agli avvocati LGBT della Rete Lenford all'istituzione presso la Polizia di Stato dell'OSCAD, l'Osservatorio per la Sicurezza contro gli Atti Discriminatori.
Nel 2011 contribuisce all'organizzazione dell'Europride di Roma, riuscendo ad avere come testimonial Lady Gaga, che partecipa gratuitamente a sostegno delle rivendicazioni delle persone LGBT italiane. Nello stesso anno, in collaborazione con Gay.it, Associazione Radicale Certi Diritti, Rete Lenford, Agedo, Famiglie Arcobaleno e Arcilesbica riesce ad ottenere dopo una lunga mediazione con l'ISTAT che il Censimento per la prima volta segnali anche le coppie di fatto, comprese quelle formate da persone dello stesso sesso.
Il 25 novembre 2012 durante il XIV Congresso Nazionale di Arcigay, il suo mandato finisce con anticipio. Gli succederà, come Presidente, Flavio Romani.
Nel 2014 diventa presidente del Coordinamento Palermo pride. Dal giugno 2014 è vicedirettore esecutivo del Coordinamento dei Comuni UNESCO Sicilia in rappresentanza della Fondazione Patrimonio UNESCO Sicilia, poi dal giugno 2015 Direttore generale. Dal 2016 al giugno del 2018 è Capo della Segreteria Tecnica di Enzo Bianco, Sindaco di Catania.